# Трофей (архитектура)
Трофе́й, тропеум (лат.  tropaeum, trophaeum; греч. τρόπαιον от τροπή — «поворот; обращение врагов в бегство») — мемориальное сооружение античности, тип древнегреческого и древнеримского сооружения: монумента-трофея (памятника полководцу-триумфатору). Также в архитектуре и монументально-декоративном искусстве классицизма, неоклассицизма и ампира изобразительный мотив, представляющий военную арматуру — скульптурное, рельефное или живописное изображение оружия, военных доспехов и атрибутов.

## История. Трофеи античности
В Древней Греции существовал обычай: место, на котором в решающий момент битвы враг поворачивался спиной и обращался в бегство греч. τροπή — «поворот; обращение врагов в бегство») после сражения отмечали, вкапывая столб, на который навешивали захваченное в бою оружие — панцирь, шлем, щит, мечи, копья в знак того, что поле победы осталось за ними. Близкий термин — паноплия. Древние греки называли военную добычу — «победоносный трофей» (греч. Νικηφόρο τρόπαιο). Воздвижение такого столба носило вотивный, посвятительный характер, о чём свидетельствуют древние тексты:

Благочестивый Эней, хоть его и торопит забота
Павших предать земле, хоть печаль мрачит ему душу,
Всё же с рассветом спешит богам обеты исполнить.
Холм насыпав и дуб от ветвей очистив огромный,
Он воздвигает трофей в честь тебя, Владыка сражений,
И одевает его с Мезенция снятым оружьем:
В брызгах кровавой росы косматый шлем и обломки
Копий вешает он и тяжёлый панцирь, пробитый
В дюжине мест; а слева к стволу он прочно приладил
Щит из меди и меч в ножнах из кости слоновой.
(Вергилий, «Энеида», XI, 2—11)

Значение изначально имело подвешивание оружия именно на дерево — дуб являлся священным деревом Зевса и, очевидно, заменял приношение в недоступный в данный момент храм.
Воздвижение трофея сопровождалось посвятительной надписью, о чём свидетельствуют реплики трагедий Еврипида.
| Какой трофей воздвигнешь ты Крониду Среди полей отчизны! Да, на нём Прочтут слова: «Щиты из Фив сожжённых Богам приносит Полиник фиванский». |

Совершению обряда воздвижения трофея предавалось важное значение: как-то в войне Спарты и Аргоса за город Фирею в Лаконии исход битвы должна была решить «дуэль» между двумя отрядами по триста человек от обоих государств. Оба войска оставили по отряду и отступили. Два отряда начали сражение и бились день напролёт. К ночи в живых осталось только трое тяжелораненых — два аргосца и спартанец по имени Офриад. Сил биться дальше не было ни у кого, и оба аргосца, поддерживая друг друга, покинули поле битвы и ушли к своим — возвестить о победе. А спартанец остался и, собрав доспехи с убитых врагов, развесил их на дереве среди поля, написав своей кровью на щите: «Спартанцы — Зевсу, в дар от своей победы». Наутро к полю подошли оба войска. И те, и другие считали себя победителями, и хотя снова разгорелся конфликт и в случившемся уже более многолюдном сражении спартанцы вышли победителями, но поступок Офриада придал их победе особенно высокоморальный характер, так как благодаря его поступку поле сражения считалось за ними. Офриада чествовали как героя.
Римляне переняли у греков этот обычай. Согласно легенде, Ромул, убив в поединке союзника сабинян Ценина Акрона, снял с него доспехи — «опимию» (лат. spolia opimia — «снятая добыча») — и посвятил их у священного дуба Юпитеру Феретрию («Сражающему»). После чего Ромул отметил праздник — триумф. Плутарх описывает подобный праздник, который устроил Маркус Клавдий Марцелл после победы над галлами (конец III в. до н. э.): «Свалив высокий, прямой и легко поддающийся топору дуб, он обтесал нижнюю часть ствола в форме трофея, а потом привязал и подвесил к нему захваченное в поединке оружие, расположив и приладив все части в должном порядке. Когда шествие двинулось, он, подняв трофей, взошёл на запряженную четверкой колесницу и сам провез через город прекраснейшее и достойнейшее из украшений своего триумфа» . Трофеями в поздней античности стали также называть рельефные изображения вражеских доспехов, а также оружие, отнятое у врага, которое прибивали к стенам храма.
Другое упоминание нанесения крови на трофеи находим в рассказе о победе римлян над вождём франков Бутилином, когда река Капуя, переполненная трупами, вышла из берегов. На столбе, возведённом на её берегу, была патриотично начертана элегия: «О, счастливейшая река! Вместо трофея варварской кровью Пусть будет она окрашена».
Со временем в надписи стали добавлять не только посвящение, но и более мемориальную информацию. Как свидетельствует Тацит, после одной из побед древних римлян над племенами германцев при императоре Тиберии из захваченного оружия был сооружён трофей, на котором были написаны названия побеждённых племён; то же самое справедливо и для греческих трофеев — надписи на каменных столбах стали содержать информацию о времени одержания победы и кем и над кем она была одержана. В тех случаях, когда битва была нерешительной, обе стороны воздвигали по трофею.

### Греческие трофеи
В Древней Греции традиция воздвижения трофеев известна со времён архаики. Памятник ставился на возвышении и посвящался какому-либо божеству, причём на особой надписи отмечались имена победителей и побеждённой стороны. Вследствие этого трофеи считались неприкосновенными, и даже неприятель не мог их сдвигать с места, за исключением тех случаев, когда трофеи воздвигались без уважительной причины.
Чтобы раздоры не продолжались в связи с долговременной сохраняемостью трофеев на местах, где они были воздвигнуты, существовал, по-видимому, закон, по которому трофеи делались из дерева, а не из прочных материалов (камня, металла). В случае разрушения запрещалось их подправлять и восстанавливать. Так, известно, что лакедемоняне обвинили фиванцев перед собранием амфиктионов в том, что те воздвигли металлический трофей. Впрочем, со временем металлических трофеев появилось больше. В ранний период трофеи ставились непосредственно на поле битвы, а поскольку подходящих равнин для битв в гористой Греции было немного, то после новой битвы они часто заменялись новым трофеем. В более поздний период их начали воздвигать в общеэллинских святилищах, таких как Дельфы или Олимпия — для большего прославления победившего государства.
Если победа была одержана на море, то трофей воздвигался на ближайшем к месту сражения берегу. Морские трофеи украшались обыкновенно носами (греч. άκρωτήρια) кораблей и посвящались Посейдону; иногда в качестве трофея оставлялся целый корабль.

#### Трофей Мильтиада
Благодаря Плутарху стало крылатым выражение Фемистокла о том, что «спать ему не даёт трофей Мильтиада». В настоящий момент в устной речи это слово часто заменяется на «лавры», тем не менее, Фемистокл, имея в виду в переносном смысле, конечно, славу соперника, упомянул конкретное сооружение, которое долгое время показывали на поле Марафонской битвы — победный трофей (он же «мраморная развалина Пирго» или «гробница Мильтиада»).
Павсаний, рассказывая о нём, отмечает, что там были перечислены имена рабов, которым была предоставлена свобода в обмен за участие в битве — это наглядно доказывает, что к данной эпохе памятник-трофей прошёл достаточную эволюцию от дерева с обрубленными ветками к определённой архитектурной форме.

#### Македонские трофеи
Македонские цари не ставили трофеи в силу следующего предания: когда македонский царь Каран, победив Киссея, управлявшего соседней страной, по аргивскому обычаю, воздвиг памятник победы, появившийся с горы Олимп лев опрокинул этот трофей и исчез. Поняв из этого знамения, что боги возбраняют увековечивать вражду, Каран и следовавшие за ним македонские цари не ставили трофеев, если рассчитывали на дружбу с соседями. В силу этого обычая и Александр Македонский не увековечил трофеем ни одной из своих побед ни над Дарием III, ни над индийцами.

### Римские трофеи
Римляне первоначально не ставили трофеев, а уносили домой взятые на поле сражения неприятельские доспехи (лат. spolia), которыми они украшали общественные здания и частные жилища. Но позднее они переняли у греков обычай увековечивать победу трофеями. Первые римские трофеи, о которых сообщают древние писатели, были воздвигнуты Домицием Агенобарбом и Фабием Максимом в 121 году до н. э. после победы над аллоброгами, для чего были воздвигнуты при слиянии Роны с Изером возвышения из белого камня, увенчанные взятым у неприятеля оружием. Помпей поставил трофей в Пиренеях после своих испанских побед, Цезарь — близ Зелы после победы над Фарнаком II, Друз — близ Эльбы в память поражения германцев. Но римляне больше любили воздвигать памятные знаки в самом Риме, а не на месте сражения; такими трофеями служили, например, триумфальные арки. В Риме на Форуме стояла Ростра — трибуна для ораторов, украшенная носами кораблей.
Особо почётным был трофей, известный как «тучные доспехи» (spolia opima) — его мог принести в дар Юпитеру Феретрийскому лишь командующий войском (царь или консул), лично убивший в поединке вражеского полководца и снявший с него доспехи. Таких случаев в истории Рима было лишь три:
- Ромул победил ценинского царя Акрона[13].
- Военный трибун с консульской властью Авл Корнелий Косс в 437 году до н. э. победил царя Вейев Толумния[14].
- Консул Марк Клавдий Марцелл в 222 году до н. э. победил царя инсубров Вертомара (Бритомарта)[15].

Описание мифической победы Энея над Мезенцием связано с этой традицией.
Многочисленные монеты, реже греческие, главным образом римские, выпущенные в ознаменование чьей-либо победы, часто имели на одной стороне профиль полководца, а на другой — трофей, как знак победы, иногда вместе с предметами для жертвоприношения и связанными пленными, к тому же в сочетании с богиней победы Викторией (воздвигающая или украшающая трофей, пишущая весть о победе на щите и т. п.).
Хотя в Древнем Риме со временем оформилась форма здания — тропеума, тем не менее, столбы с навешенным оружием продолжали возводиться и в императорскую эпоху, так как их возведение требовало гораздо меньше времени и их можно было ставить массово.
Использовались трофеи уже и в качестве декорации, с декоративными доспехами (а не настоящими, захваченными у врага). Иосиф Флавий в «Иудейских древностях» рассказывает о конфликте, случившемся в Иерусалиме, когда Ирод I учредил игры в честь Цезаря и построил для этого театр, украсив его по римскому образцу, в частности «из червонного золота и серебра изображениями трофеев его от тех народов, которых тот победил на войне». Это оскорбило иудеев, которые увидели в них запрещённые законом изображения вооружённых людей и начали кричать, что не допустят в своём городе «идолов».

Видя такое их волнение и что нелегко будет их успокоить иначе как путём наглядного доказательства, Ирод пригласил наиболее влиятельных из них в театр и, указав на трофеи, спросил, за что они принимают их. Когда же те закричали, что это изображения людей, он распорядился снять оружие и показал им голые деревянные столбы. Это тотчас же вызвало неудержимый смех, и общая весёлость ещё более увеличилась оттого, что иудеи раньше столь иронически относились к убранству этих трофеев.

Интересно, что Тертуллиан в своём послании «К язычникам» указывает на то, что крест, которому поклоняется он как христианин, по конструкции — столб неполноценного языческого трофея римлян, который в христианстве оказывается неукрашенным, обнажённым.

### В литературе
Мотив возведения трофея осмеивается Рабле: Пантагрюэль воздвигает триумфальные столбы на месте одной из своих битв и пира. Он привешивает старомодные атрибуты сожжённых с помощью использованного им пороха рыцарей — латы, шпоры, кольчугу и т. д. А его спутник, шутник Панург, воздвигает другой столб, к которому привешивает трофеи, символизирующие пережитый ими пир: рога, кожу и ногу козули, уши зайца, крылья дроф, склянку с уксусом, рожок с солью, вертел, шпиговальную иглу, котёл, соусник, солонку и стакан. Надпись его к трофеям прославляет пир и даёт кулинарный рецепт.

## В архитектуре

### Здание —Тропеум
Тропеумом, трофеем называется мемориальный памятник, поставленный в честь победы и бегства противника. Данный тип зданий возник в архитектуре Древней Греции, откуда был заимствован римлянами. Они воздвигались на поле боя и состояли из груды захваченного оружия или же имели украшенные им стены. В случае морских побед использовались носы вражеских кораблей (откуда получила развитие традиция ростральных колонн). Скульптурная декорация также могла включать изображения поверженных врагов (ср. триумфальная колонна). С помощью таких памятников некоторые полководцы обозначали границы завоёванных земель.
Классические римские тропеумы — массивные центрические сооружения. Рим возводил такие здания в честь победоносных полководцев, а также в провинциях, где отличились покойные военачальники.

### Декоративный мотив
В истории искусства для описания декоративного оформления с изображениями исторических трофеев, используется термин арматура (лат. armatura — вооружение). Это может быть отдельно стоящая скульптура или рельеф. Выражение «арматура» относится не только к воспроизведению древнеримского трофея, но и к любому изображению какого-либо холодного оружия в декорировании скульптурными средствами, хотя приоритет сохраняется за античными мотивами. Термин употребляют и в форме прилагательного, например, арматурный фриз. Композиция может включать, помимо панциря с медальонами, набедренников и шлема — военные знамёна, знаки легиона, фасции (секиру и пучок ликторских прутьев), копья, мечи, венок и прочие элементы. В центре традиционно помещалось изображение Анкила (Ancile) — щита бога Марса. Не реже встречается сочетание с горгонейоном — изображением головы Горгоны Медузы, которая не только украшала эгиду богини Афины, но и считалась в античности мощным талисманом.
Военная арматура использовалась для украшения зданий, мостов, оград, фонарных столбов, пьедесталов, триумфальных арок и являлась излюбленным приёмом архитектуры и декоративного искусства классицизма. В русской архитектуре данный мотив стал особенно популярен в период ампира, в связи с патриотическим подъёмом в годы Отечественной войны 1812 года. Со временем арматурой или трофеями стали называть декоративные и орнаментальные композиции, включающие не только военные атрибуты и доспехи, но также атрибуты охоты, рыболовства или сельского хозяйства. Эти мотивы так и называли: охотничьи, рыболовные трофеи. Такие мотивы известны в искусстве разных эпох и стилей: французского рококо, неоклассицизма и ампира.
Этот термин применяется также в геральдике.

## Галерея
- Ж.-Ш. Делафосс. Декоративный мотив трофея. Между 1734 и 1789. Офорт. Смитсоновский музей дизайна Купер Хьюитт, Нью-Йорк
- Цоколь ренессансного дворца Карлоса V в Альгамбре. Сочетание античного вооружения с пушками и мушкетами
- Ограда Александровского сада. Москва

## В религии
Для истории католической церкви и Рима как места пребывания понтифика имеет значение толкование слова «трофей», поскольку некий священник по имени Гай, живший в Риме во второй половине II века, писал, что «трофеи» апостола Петра остались в Ватикане, а «трофеи» Павла были преданы земле у дороги в Остию. На этом была построена теория, превратившаяся практически в догмат, о том, что Пётр, первый папа римский, был похоронен в Ватикане. Сегодня толкователи признают, что слово «трофей» в данном контексте, действительно, вероятней всего означает «то, что осталось от мучеников». Такие видные учёные, как Ренан и Гиньебер, долгое время считали, что слово «трофей» Петра означает «памятник» Петру. Вероятно также, что слово «тропеум» относится к стенам — постройке, которую возвели вокруг предполагаемого захоронения апостола.
Одна из этимологий термина «тропарь» (вид православного песнопения) также связывается с греческим словом «трофей, тропайон»: «и тогда смысл песнопения ясно проступает сквозь форму: тропарь прославляет победу — мученика над язычеством, преподобного — над страстями, наконец, Самого Спасителя — над смертью».